# Bukovec, Frýdek-Místek
Bukovec là một làng thuộc huyện Frýdek-Místek, vùng Moravskoslezský, Cộng hòa Séc.